# オットー・フォン・ミュンヒハウゼン (植物学者)

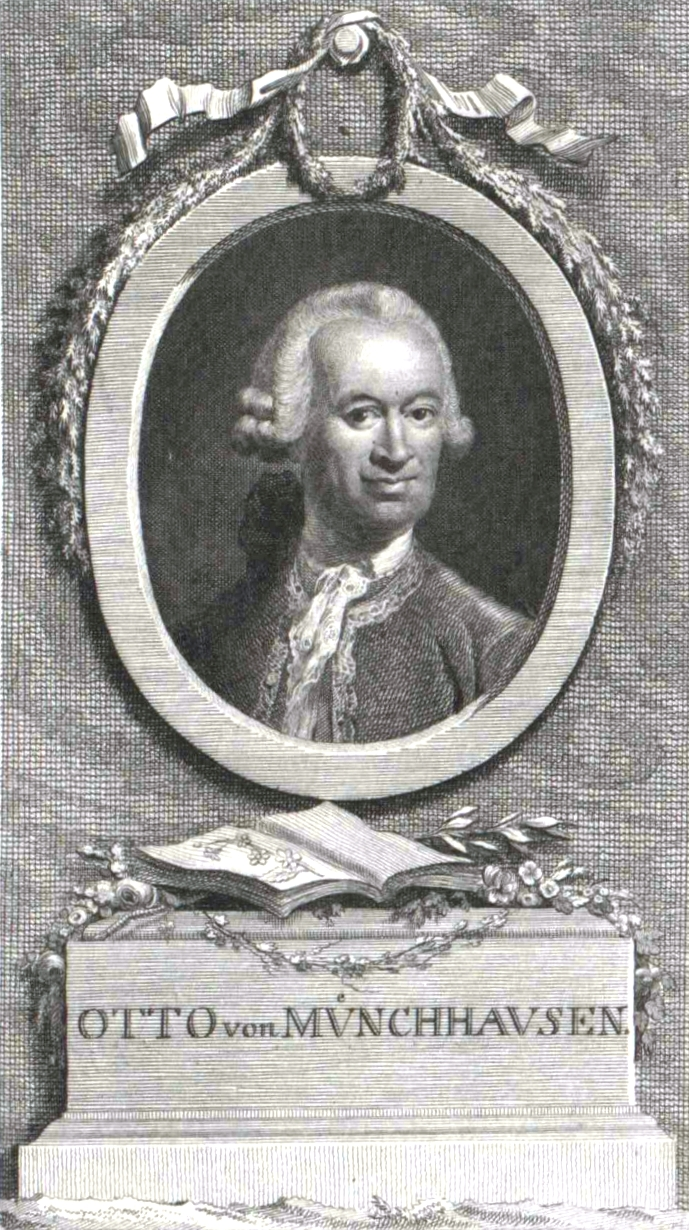
Otto von Münchhausen

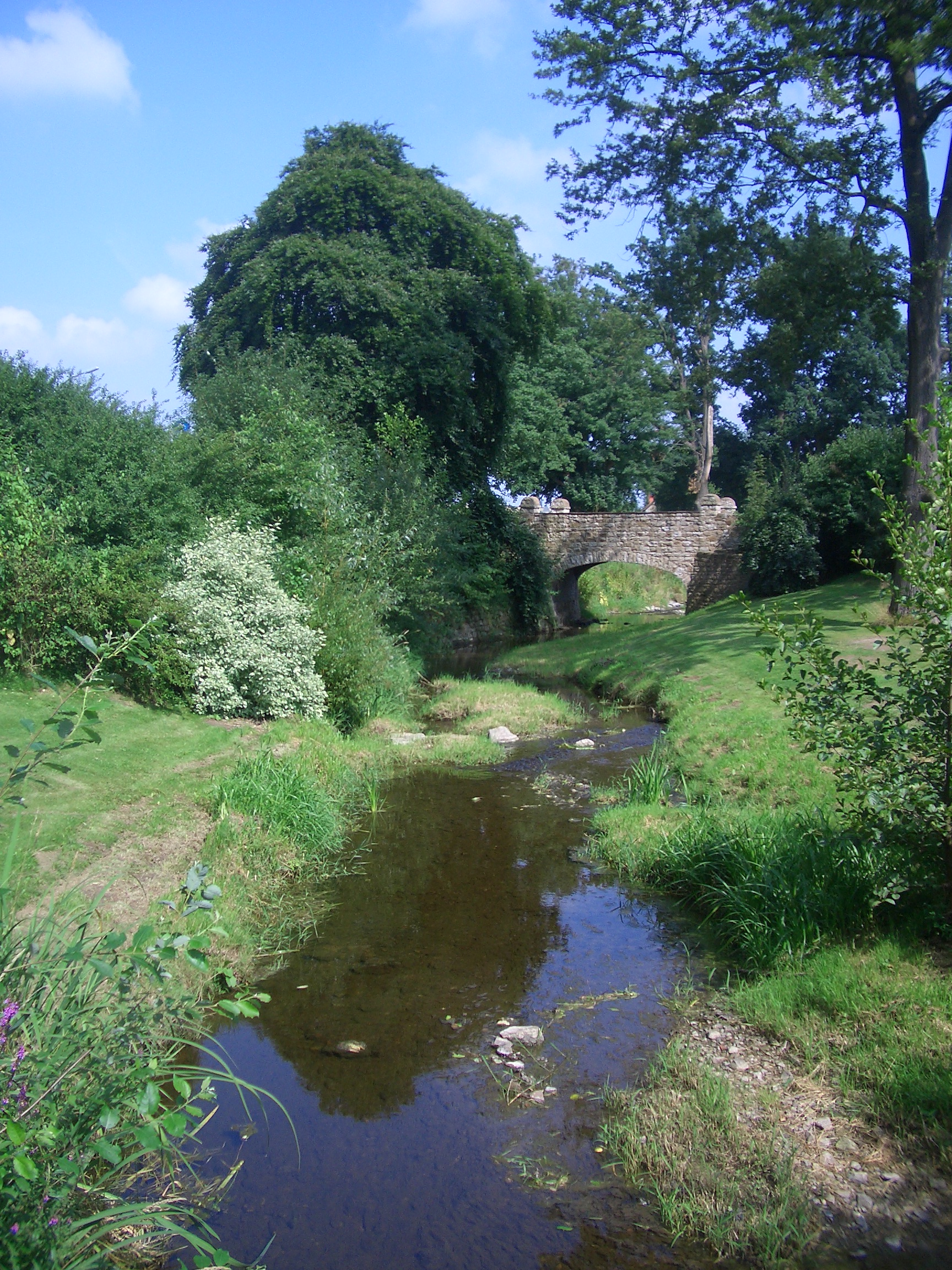
シュヴェッバーの庭園

オットー・フォン・ミュンヒハウゼン（Otto von Münchhausen、1716年6月11日 - 1774年7月13日）は、ドイツの植物学者である。

## 略歴
現在のニーダーザクセン州、ハーメルン近くのシュヴェッバーに男爵家の長男に生まれた。ゲッティンゲン大学で学び、後にステムベルク（Stemberg）とハールブルク（Harburg）の領主（Landdrost）となった。1750年にシュヴェッバーに8ヘクタールの広さのイギリス式庭園（自然の景観美を追求した、広大な苑池から構成される庭園）を造った。ヨーロッパ大陸において最も古いイギリス式庭園の一つであるとされている。カール・フォン・リンネの友人で、リンネの用いた二名法でいくつかの植物を命名した。
1764年から1773年にかけて、園芸、農業の教科書"Der Hausvater"を執筆した。
G.C.エインズワースの『キノコ・カビの研究史』ではミュンヒハウゼンは「ホコリタケ属の撒き散らす黒い埃を拡大鏡で観察すると丸い球体が見え、この埃を水に浮かべ適当な温度に保つと、膨らんで卵型になり動物のように動き翌日、繊維状の塊をつくり、そこからカビもしくはキノコがでてきた」という実験結果を発表し、リンネの分類に影響を与え、菌類の胞子を動物の卵だと解釈した人物の一人にあげている。
リンネによってミソハギ科の植物の属名、Munchausia に献名されたが、後にこの属は Lagerstroemia（和名: サルスベリ属）のシノニムになった。